# Lithostege odessaria
Lithostege odessaria is een vlinder uit de familie spanners (Geometridae). De wetenschappelijke naam is voor het eerst geldig gepubliceerd in 1848 door Boisduval.
De soort komt voor in Europa.